# Bryan Ferry
Bryan Ferry (Washington, Tyne and Wear, 26 september 1945) is een Brits musicus. Hij werd bekend als zanger en songwriter van de rockband Roxy Music en had daarna een succesvolle solocarrière.

## Levensloop
Ferry werd geboren in een arm arbeidersgezin en na zijn middelbareschooltijd ging hij talen studeren aan de Universiteit van Newcastle upon Tyne, om vervolgens pottenbak cursussen te gaan geven in Londen. Tegelijkertijd probeerde hij een carrière in de muziek te beginnen. Met dat doel voor ogen richtte hij in 1971 samen met Brian Eno en Graham Simpson de band Roxy Music op. Met een vaste kern bestaande uit Ferry zelf, Phil Manzanera, Andy Mackay en Paul Thompson en een serie wisselende muzikanten werden zij razend populair. Ze inspireerden wereldwijd duizenden (vroege) punkrockers en legden bovendien een basis voor de new wave. Het nummer Jealous Guy, door John Lennon geschreven, was een van hun grootste successen. In de tussentijd hield Ferry ook nog, met succes, een solocarrière in stand.
Naast zijn muzikale succes viel Bryan Ferry ook in de smaak bij vrouwen. Zo had hij onder andere een relatie met de modellen Amanda Lear en Jerry Hall en met de activiste Lucy Helmore, met wie hij vier zoons kreeg.
Toen Roxy Music in 1983 uit elkaar ging, richtte Ferry zich volledig op zijn solocarrière, waarvoor hij de steun kreeg van het oud-bandlid Paul Thompson. Succesvol was Ferry's soloalbum Boys and Girls, waarvan de singles Slave to Love, Don't Stop the Dance en Windswept hits werden. Hij zong nummers van Roxy Music, klassiekers uit de jaren dertig en een aantal nieuwe nummers.
In 2001 werd een Roxy Music-reünie georganiseerd met Ferry, Paul Thompson, Phil Manzanera en Andy Mackay. Samen gingen zij toeren en traden zij in juni 2005 op in Berlijn bij Live 8. Ondertussen bleef Ferry ook solo muziek maken. In 2004 maakte hij bijvoorbeeld de titelsong voor de film The Porter, waarin hijzelf een rol had. In 2007 verscheen zijn album Dylanesque, een langspeler vol Bob Dylan-covers.

## Discografie

### Albums
| Album met eventuele hitnotering(en) in de Nederlandse Album Top 100 | Datum van verschijnen | Datum van binnenkomst | Hoogste positie | Aantal weken | Opmerkingen                    |
| ------------------------------------------------------------------- | --------------------- | --------------------- | --------------- | ------------ | ------------------------------ |
| Let's Stick Together                                                | 1976                  | 18-09-1976            | 1(2wk)          | 22           |                                |
| In Your Mind                                                        | 1977                  | 26-02-1977            | 11              | 11           |                                |
| The Bride Stripped Bare                                             | 1978                  | 30-09-1978            | 31              | 6            |                                |
| Boys and Girls                                                      | 1985                  | 15-06-1985            | 6               | 27           |                                |
| Street Life (The Best Of)                                           | 1986                  | 03-05-1986            | 13              | 19           | Verzamelalbum                  |
| Bête Noire                                                          | 1987                  | 14-11-1987            | 16              | 15           |                                |
| The Ultimate Collection                                             | 1988                  | 26-11-1988            | 35              | 16           | Verzamellabum                  |
| Taxi                                                                | 1993                  | 03-04-1993            | 20              | 11           |                                |
| Mamouna                                                             | 02-09-1994            | 17-09-1994            | 35              | 7            |                                |
| Frantic                                                             | 15-04-2002            | 04-05-2002            | 78              | 5            |                                |
| The Platinum Collection                                             | 2004                  | 17-07-2004            | 41              | 7            | met Roxy Music / Verzamelalbum |
| Dylanesque                                                          | 02-03-2007            | 10-03-2007            | 15              | 19           |                                |
| Olympia                                                             | 22-10-2010            | 30-10-2010            | 29              | 4            |                                |
| The Jazz Age (The Bryan Ferry Orchestra)                            | 2013                  | 05-01-2013            | 94              | 1            |                                |
| Avonmore                                                            | 2014                  | 29-11-2014            | 47              | 1            |                                |
| Live At The Royal Albert Hall 2020                                  | 2021                  | 10-04-2021            | 72              | 1            |                                |

| Album met hitnotering(en) in de Vlaamse Ultratop 200 albums | Datum van verschijnen | Datum van binnenkomst | Hoogste positie | Aantal weken | Opmerkingen                    |
| ----------------------------------------------------------- | --------------------- | --------------------- | --------------- | ------------ | ------------------------------ |
| More Than This - The Best Of                                | 23-10-1995            | 11-11-1995            | 25              | 5            | met Roxy Music / Verzamelalbum |
| Frantic                                                     | 2002                  | 27-04-2002            | 5               | 5            |                                |
| Dylanesque                                                  | 2007                  | 10-03-2007            | 22              | 13           |                                |
| Olympia                                                     | 2010                  | 30-10-2010            | 7               | 5*           |                                |
| The Jazz Age (The Bryan Ferry Orchestra)                    | 2013                  | 15-12-2012            | 68              | 10           |                                |
| Avonmore                                                    | 2014                  | 29-11-2014            | 29              | 11           |                                |
| Bitter-Sweet (The Bryan Ferry Orchestra)                    | 2018                  | 08-12-2018            | 151             | 2            |                                |
| Live At The Royal Albert Hall 1974                          | 2020                  | 15-02-2020            | 174             | 1            |                                |

### Singles
| Single met eventuele hitnotering(en) in de Nederlandse Top 40 | Datum van verschijnen | Datum van binnenkomst | Hoogste positie | Aantal weken | Opmerkingen                            |
| ------------------------------------------------------------- | --------------------- | --------------------- | --------------- | ------------ | -------------------------------------- |
| A Hard Rain's a-Gonna Fall                                    | 1973                  | 03-11-1973            | 31              | 3            | #23 in de Single Top 100               |
| The 'In' Crowd                                                | 1974                  | 15-06-1974            | tip20           | -            |                                        |
| Let's Stick Together                                          | 1976                  | 07-08-1976            | 5               | 14           | #3 in de Single Top 100                |
| The Price of Love                                             | 1976                  | 02-10-1976            | 8               | 11           | #5 in de Single Top 100                |
| This Is Tomorrow                                              | 1977                  | 12-02-1977            | 16              | 5            | #14 in de Single Top 100 / Alarmschijf |
| Tokyo Joe                                                     | 1977                  | 18-06-1977            | 23              | 4            | #22 in de Single Top 100               |
| Slave to Love                                                 | 1985                  | 08-06-1985            | 36              | 3            | #33 in de Single Top 100               |
| Don't Stop the Dance                                          | 1985                  | 21-09-1985            | 32              | 4            | #29 in de Single Top 100               |
| The Right Stuff                                               | 1987                  | 21-11-1987            | 37              | 3            | #43 in de Single Top 100               |
| Kiss and Tell                                                 | 1988                  | 20-02-1988            | tip2            | -            | #23 in de Single Top 100               |
| Let's Stick Together (Westside '88 remix)                     | 1988                  | -                     |                 |              | #65 in de Single Top 100               |
| I Put a Spell on You                                          | 1993                  | 06-03-1993            | tip5            | -            | #39 in de Single Top 100               |

| Single met hitnotering(en) in de Vlaamse Ultratop 50 | Datum van verschijnen | Datum van binnenkomst | Hoogste positie | Aantal weken | Opmerkingen |
| ---------------------------------------------------- | --------------------- | --------------------- | --------------- | ------------ | ----------- |
| Let's Stick Together                                 | 1976                  | 07-08-1976            | 5               | 12           |             |
| The Price of Love                                    | 1976                  | 23-10-1976            | 7               | 8            |             |
| This Is Tomorrow                                     | 1977                  | 12-03-1977            | 24              | 2            |             |
| Slave to Love                                        | 1985                  | 01-06-1985            | 11              | 7            |             |
| Don't Stop the Dance                                 | 1985                  | 07-09-1985            | 13              | 8            |             |
| I Put a Spell on You                                 | 1993                  | 03-04-1993            | 25              | 7            |             |
| U Can Dance                                          | 04-01-2010            | 27-02-2010            | tip20           | -            | met Hell    |
| Loop De Li                                           | 2014                  | 11-10-2014            | tip56           | -            |             |

### NPO Radio 2 Top 2000
| Nummer met noteringen in de NPO Radio 2 Top 2000 | '99  | '00 | '01  | '02 | '03 | '04 | '05 | '06  | '07  | '08 | '09  | '10  | '11  | '12  | '13  | '14  | '15 | '16  | '17  |
| ------------------------------------------------ | ---- | --- | ---- | --- | --- | --- | --- | ---- | ---- | --- | ---- | ---- | ---- | ---- | ---- | ---- | --- | ---- | ---- |
| Let's Stick Together                             | 1005 | 610 | 1181 | 923 | 859 | 714 | 963 | 1171 | 1155 | 974 | 1273 | 1217 | 1462 | 1742 | 1796 | 1638 | -   | 1857 | 1739 |

1. ↑  Een '-' betekent dat het nummer niet was genoteerd en een vetgedrukt getal geeft de hoogste notering aan.
2. ↑  Deze tabel is bijgewerkt tot en met de laatste editie (2024).

### Dvd's
| Dvd's met hitnoteringen in de Nederlandse Music Top 30 | Datum van verschijnen | Datum van binnenkomst | Hoogste positie | Aantal weken | Opmerkingen |
| ------------------------------------------------------ | --------------------- | --------------------- | --------------- | ------------ | ----------- |
| Dylanesque Live - The London Sessions                  | 2007                  | 14-07-2007            | 14              | 6            |             |
| Nuits de Fourvière - Live in Lyon                      | 2013                  | 28-09-2013            | 14              | 10           |             |

- Bibsys: 6000904
- Biblioteca Nacional de España: XX927459
- Bibliothèque nationale de France: cb138938989 (data)
- Gemeinsame Normdatei: 120542285
- International Standard Name Identifier: 0000 0001 1466 6389
- Library of Congress Control Number: n77000123
- Nationale Bibliotheek van Letland: 000049033
- MusicBrainz: 4ef7a9e2-2cf5-483a-8616-ef7791a98026
- Nationale Bibliotheek van Tsjechië: ola2002151560
- Nationale Bibliotheek van Israël: 987007411152705171
- Nationale Bibliotheek van Polen: a0000001755543
- Nederlandse Thesaurus van Auteursnamen: 070124906
- SNAC: w68357x7
- Système universitaire de documentation: 08122303X
- Trove: 1133662
- Virtual International Authority File: 5117504
- WorldCat: E39PBJf4g9Dc99tyyCVCYBMwYP